# Tärnmås
Tärnmås (Xema sabini) är en arktisk mås som numera förs som ensam art till släktet Xema, men som tidigare placerades i det större släktet Larus. Fågeln häckar i nordligaste Nordamerika samt i Eurasien från Spetsbergen och österut. Vintertid flyttar den till ett område i norra Stilla havet och i södra Atlanten utanför sydvästra Afrika. Tillfälligt påträffas den i svenska vatten, främst på hösten utmed Västkusten.

## Utseende

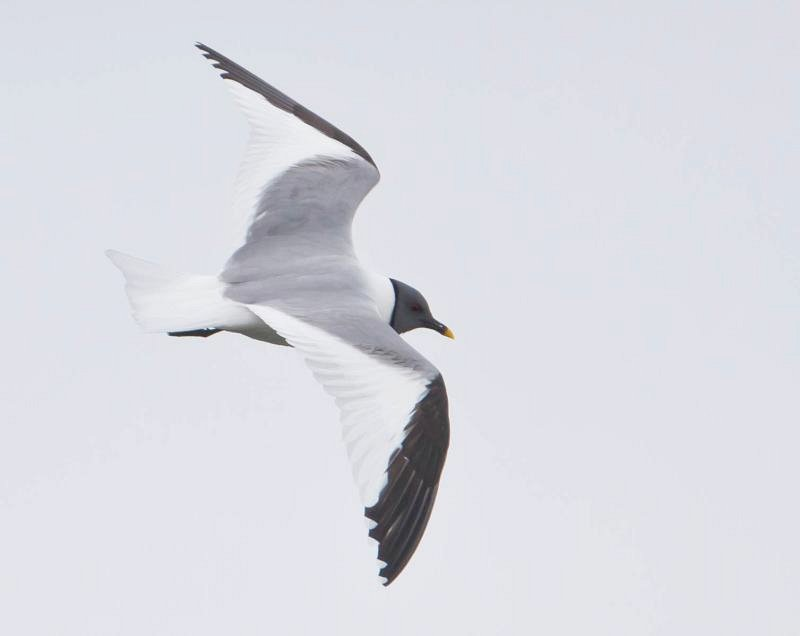
I flykten syns tärnmåsens karaktäristiska vingovansida.

Tärnmåsen har proportionellt mycket stora vingar och en liten kropp. Den har ett litet huvud och en ganska klen näbb. Arten är cirka 30–36 centimeter lång och har ett vingspann på mellan 80 och 87 centimeter. 
Fågeln är lätt att känna igen genom dess slående trefärgade vingmönster. Den adulta fågeln har ljusgrå rygg och vingtäckare och svarta yttre handpennor och vita inre. Bröstet och undersidan av kroppen och vingarna är vit. Stjärten är vit och kluven. Den har en svart näbb med gul näbbspets. På sommaren har den adulta fågeln gråsvart huvud och vit nacke men på vintern har den istället ett vitt huvud med svartgrå nacke.
Juvenila individer har ett liknande trefärgat vingmönster, men de gråa partierna är mer brunfärgade, och stjärtspetsen har ett svart band. Huvudet är gråbrunt och den har ett gråbrunt parti som går från nacken ned över sidan av bröstet. Tärnmåsen anlägger adult fjäderdräkt efter två år.

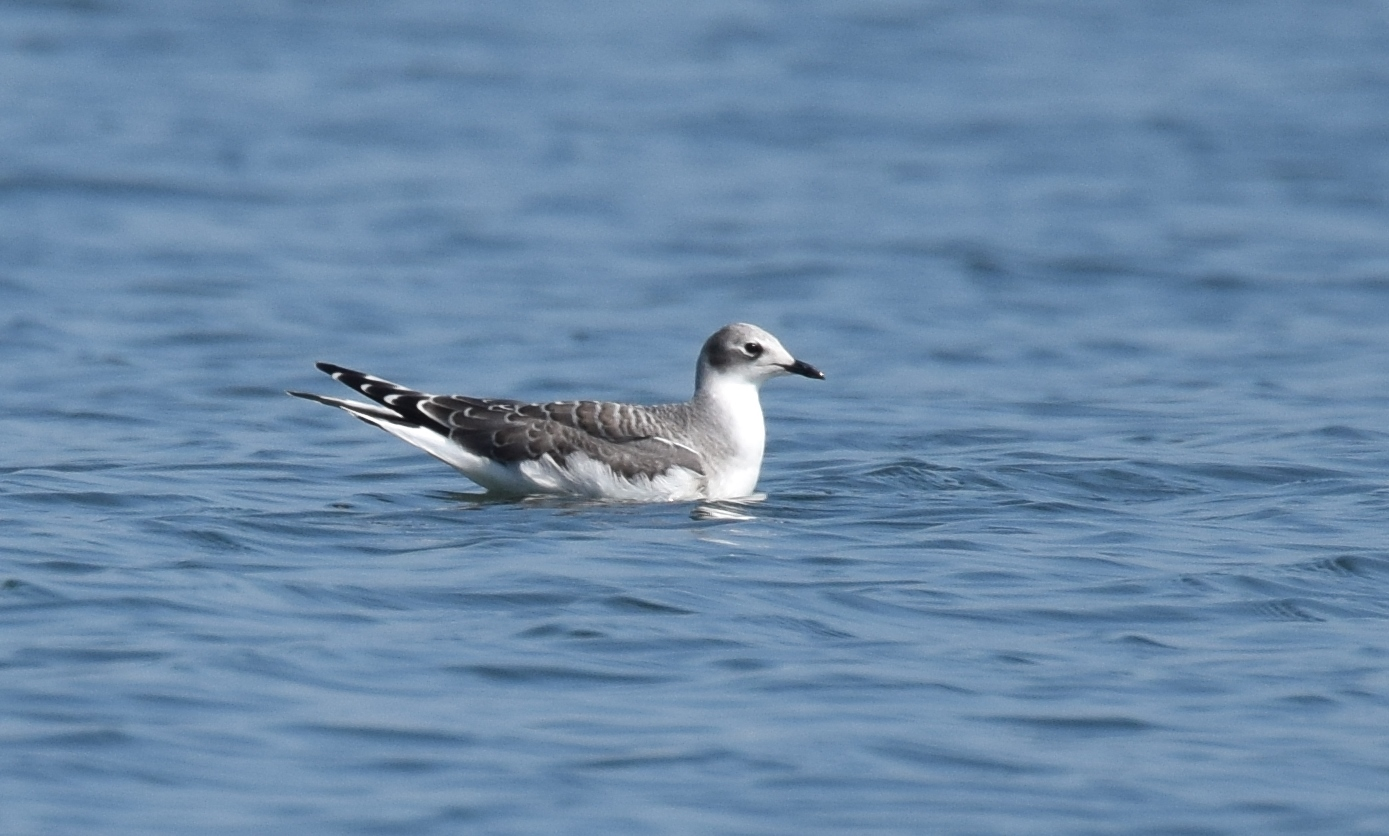
Ung tärnmås.

## Läten
Tärnmåsens läten är tärnlika med olika sträva eller drillade toner. Även ungfågeln låter likt ungtärnor, ett pipigt "prrih".

## Utbredning och systematik

### Systematik
Tärnmåsen beskrevs 1819 av Joseph Sabine och placerades då i det stora måssläktet Larus. Redan samma år föreslog William Elford Leach att arten borde placeras i släktet Xema men fortsatte trots detta att länge placeras i släktet Larus. Efter sentida DNA-studier så förs den numera till det egna släktet Xema. Tärnmåsens närmaste släkting tros vara den likaledes arktiska ismåsen.

### Utbredning
Tärnmåsen häckar i Arktis och har cirkumpolär utbredning genom nordligaste Nordamerika och Eurasien. Den är flyttar söderut på hösten och större delen av populationen övervintrar till havs i norra Stilla havet, men Grönlands bestånd av fågeln korsar Atlanten och övervintrar utanför sydvästra Afrika. Fågeln betraktas antingen som monotypisk eller delas upp i fyra underarter med följande häckningsområden:
- Xema sabini palaearctica – Spetsbergen österut till Tajmyrhalvön och floden Lenas delta
- Xema sabini tschuktschorum – Tjuktjerhalvön
- Xema sabini woznesenskii – nordöstra Sibirien till Alaska
- Xema sabini sabini – norra Kanada till Grönland

### Förekomst i Sverige
Tärnmåsen är sällsynt i Sverige men observeras varje år på Västkusten, mest under hösten.

## Ekologi

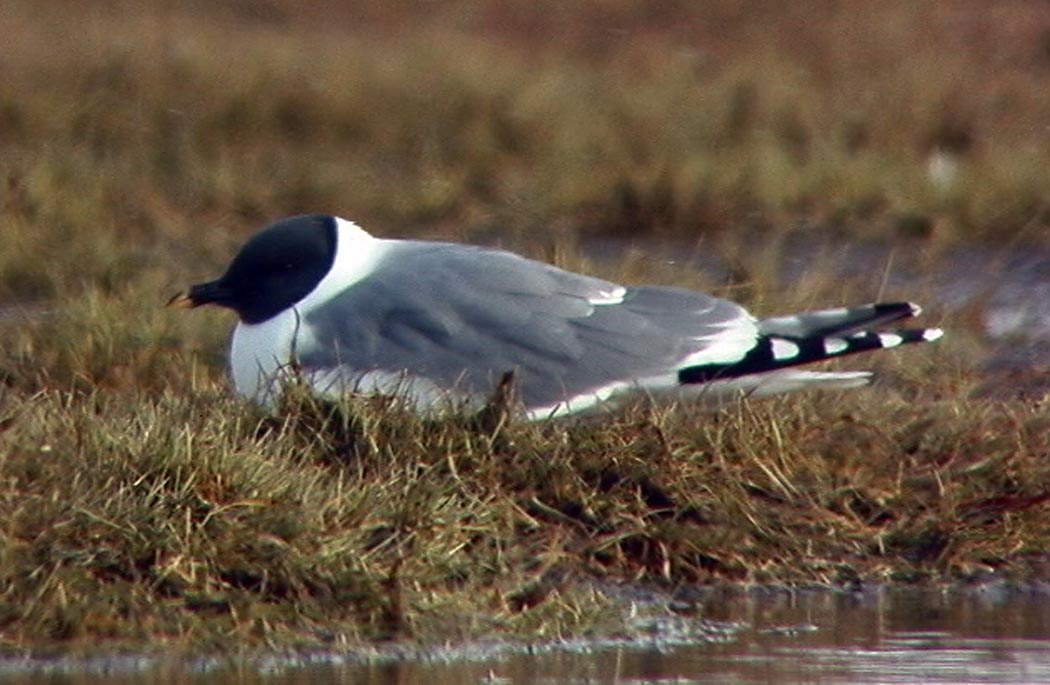
Häckande tärnmås.

Tärnmåsen häckar i kustnära våtmarker på tundran, gärna sumpig sådan rik på mossa och säv, med inslag av sjöar och lågt liggande brackvattendammar. Utanför häckningssäsongen lever den mest till havs.

### Föda
Under häckningstid lever fågeln av insekter och deras larver, spindlar, småfisk, as samt småfåglar och ägg från silvertärna och andra tärnmåsar. Den tar också frön och annan vegetabilisk föda innan isen smälter och annan föda blir tillgänglig. Utanför häckningstid består födan av havslevande ryggradslösa djur och småfisk.

### Häckning
Arten återvänder till häckningsområdena i månadsskiftet maj–juni när tundran fortfarande i snötäckt. Den häckar i små kolonier med 6–15 par, ibland upp till 60. Tärnmåsen kan också häcka solitärt mitt i silvertärnekolonier.
Boet är en grund uppskrapad grop eller en redigare boskål av gräs, mossa, sjögräs och fjädrar som vanligen placeras nära vattnet. Efter häckning lämnar både adulta och juvenila fåglar kolonin från slutet av juli och in i augusti.

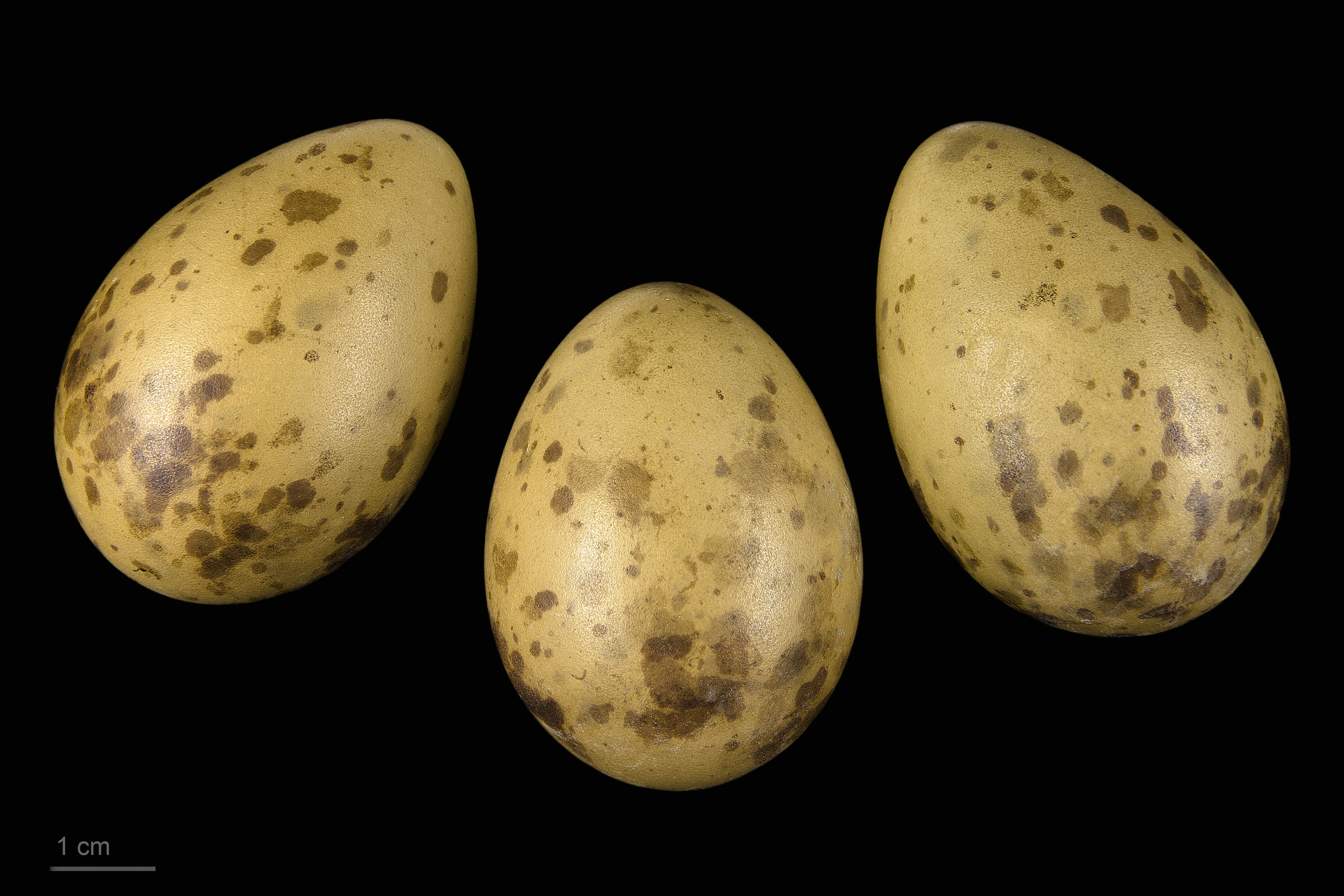
Tärnmåsens ägg.

## Tärnmåsen och människan

### Status och hot
Arten har ett stort utbredningsområde och en stor population med stabil utveckling. Utifrån dessa kriterier kategoriserar IUCN arten som livskraftig (LC). Världspopulationen uppskattas till 340 000 vuxna individer. Det lilla europeiska beståndet tros öka i antal, liksom i Alaska.
Eftersom tärnmåsen tillhör Arktis häckfågelfauna tros den vara sårbar för klimatförändringar. I Ryssland jagas arten och ägg skattas. Inga av dessa hot tros dock ha en betydande påverkan på artens bestånd.

### Namn
Joseph Sabine, som beskrev arten, gav tärnmåsen det vetenskapliga artepitetet sabini för att hedra sin bror, den engelske vetenskapsmannen Sir Edward Sabine. Släktesnamnet Xema verkar vara helt egenpåhittat.